# خاتوشا

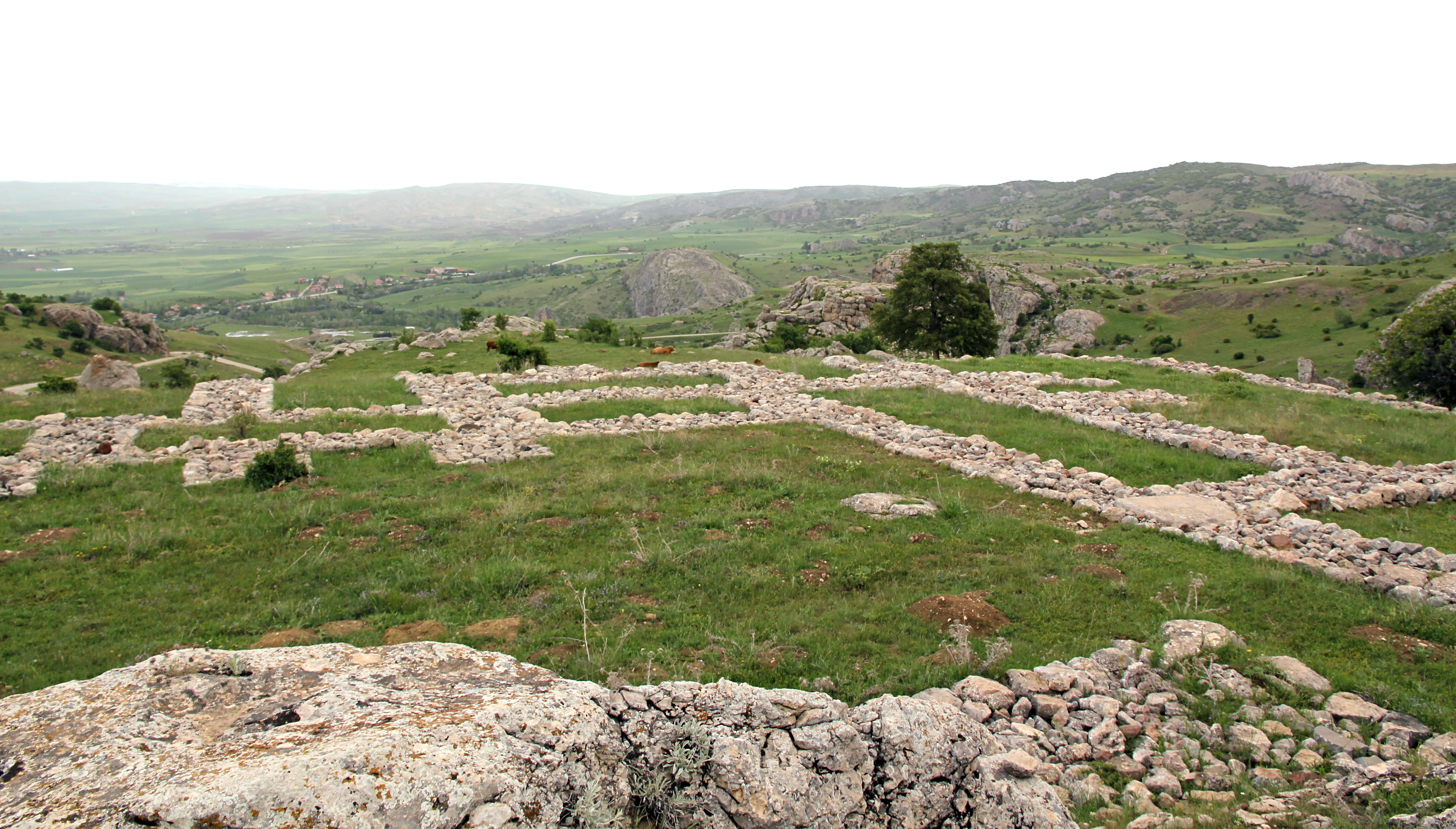
خاتوشا در ترکیه

خاتوشا (هاتوسا، هاتوساس، هاتوشاش، هاتوشا، خاتوشاش، کاتوشا، کاتوشاش، کاتوسا، کاتوساس) پایتخت امپراتوری هیتی بود. در نزدیکی بغاز کوی که امروزه بغاز قلعه نامیده می‌شود جای گرفته بود (۴۰°۰۱′۱۱″N، ۳۴°۳۶′۵۵″E)، مرکز بخشی در استان چروم، ترکیه، است. جایی بوده در خَم رود کیزیل (ماراشانتیا در منابع هیتیان و هالیس در روزگار باستان) نزدیک به ۱۴۵ کیلومتری (۹۰ مایلی) شمال شرقی آنکارا.
خاتوشا در میان نُه سایت ترکیه است که به تازگی در سایت‌های میراث جهانی یونسکو فهرست شده‌اند.

## تاریخچه
خاتوشا در حدود ۱۶۰۰ پیش از میلاد به عنوان پایتخت امپراتوری هیتی‌ها تأسیس شد. این شهر در طول قرن‌ها:
- پایتخت سیاسی و مذهبی هیتی‌ها بود
- مرکز مهم تجاری بین بین‌النهرین و مدیترانه محسوب می‌شد
- در ۱۲۰۰ پیش از میلاد در جریان فروپاشی عصر برنز تخریب شد

## معماری
شهر دارای ویژگی‌های منحصر به فردی بود:
- دیوارهای مستحکم به طول ۸ کیلومتر با دروازه‌های معروف مانند:

```
 * دروازه شیران
 * دروازه پادشاه
```

- معبد بزرگ (تبرزیله) به مساحت ۱۵۰۰۰ متر مربع
- کتیبه‌های سنگی با خط میخی هیتی

## کشفیات باستان‌شناسی
مهم‌ترین یافته‌ها شامل:
- بیش از ۳۰٬۰۰۰ لوح گلی با متون حقوقی، مذهبی و اداری
- بایگانی سلطنتی با معاهده تاریخی قادش (۱۲۵۸ پ.م)
- آثار هنری ترکیبی از عناصر هیتی و بین‌النهرینی

## وضعیت کنونی
- ثبت در فهرست میراث جهانی یونسکو در ۱۹۸۶
- تبدیل به یکی از مهم‌ترین سایت‌های باستان‌شناسی ترکیه
- موزه بوغازکوی در نزدیکی سایت قرار دارد